# Kobylí

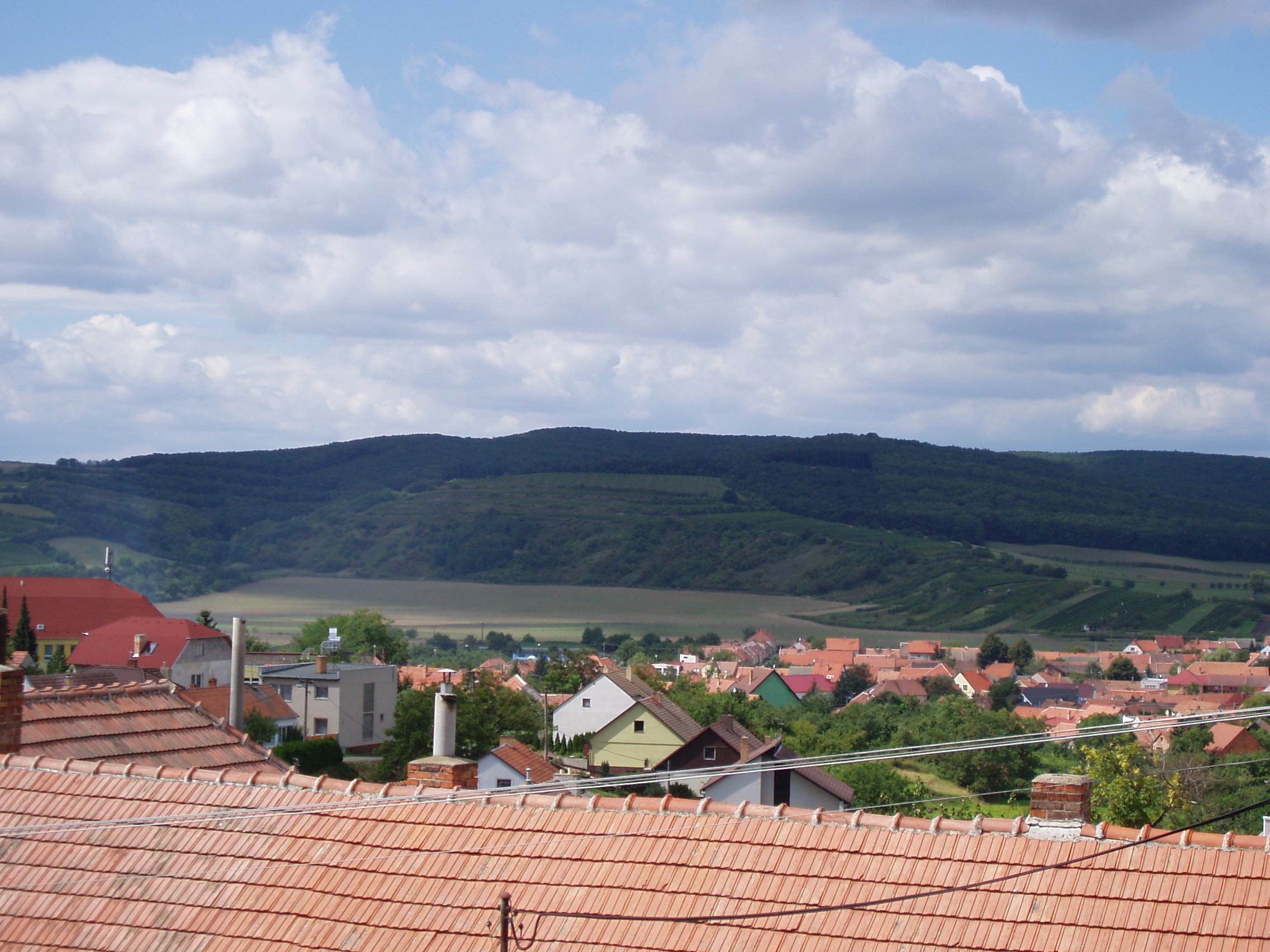
Blick über das Dorf und das Tal der Trkmanka nach Nordwest, im Hintergrund die Hügel der Boleradická vrchovina

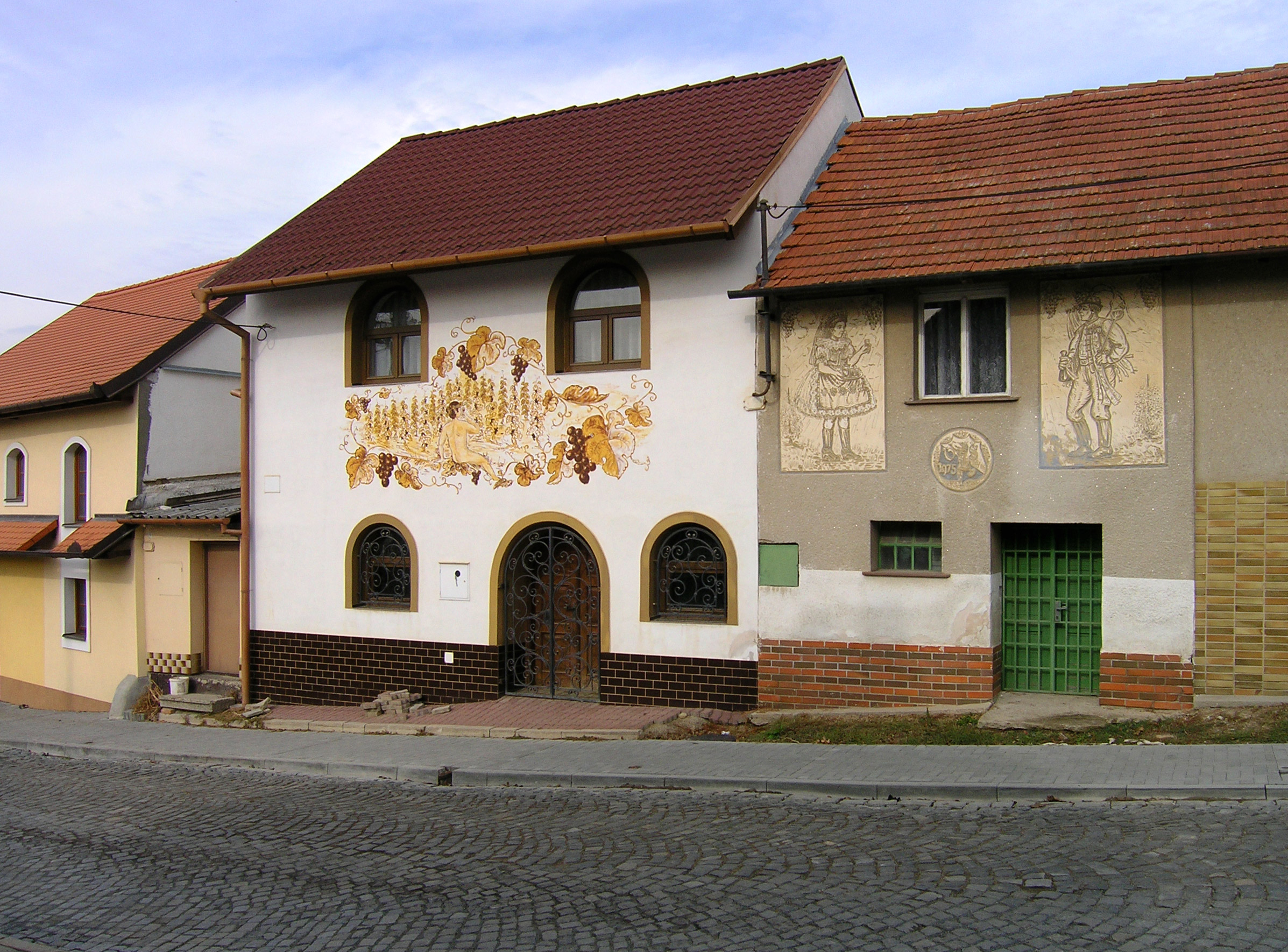
Häuser im Ortszentrum

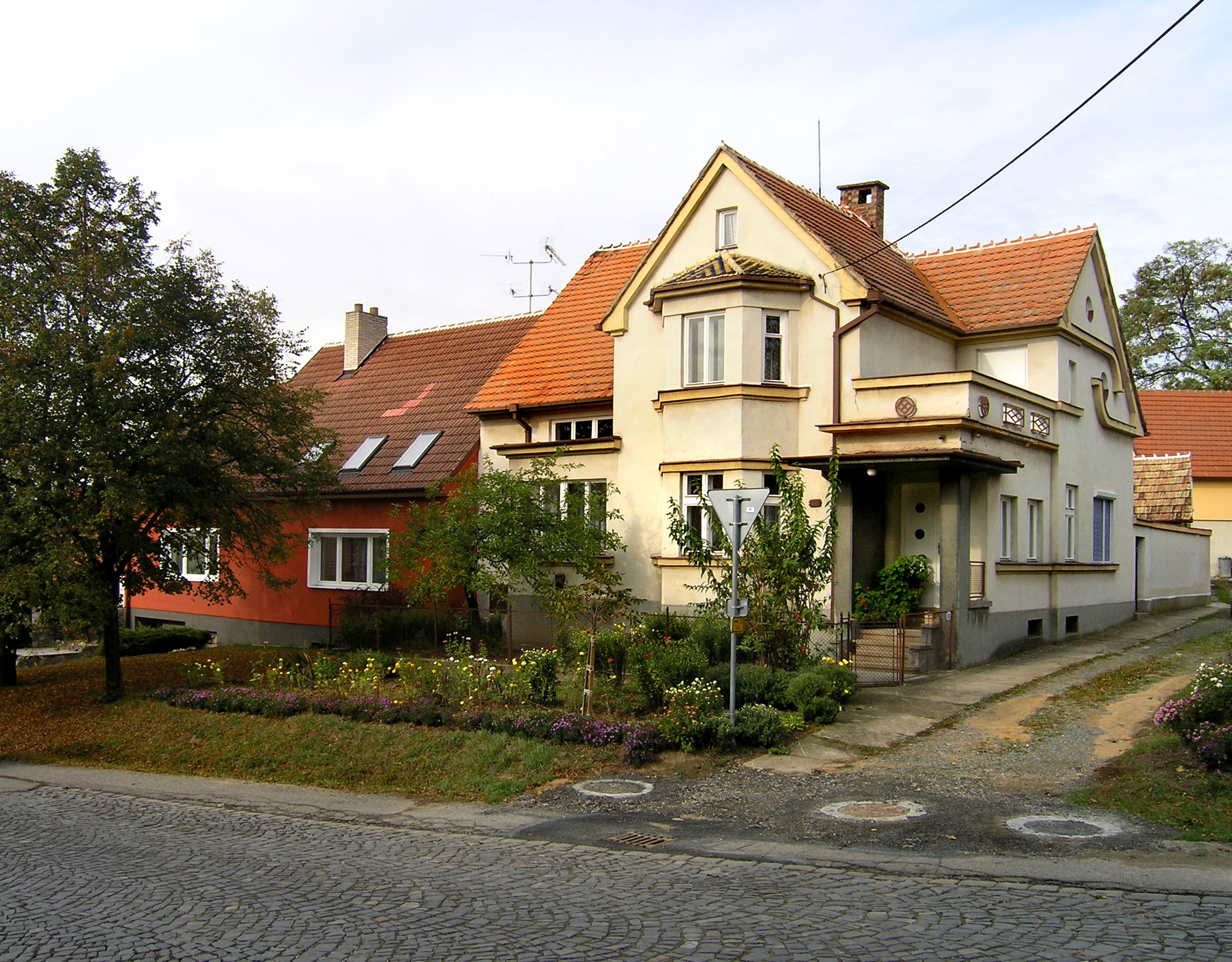
Haus im Ortszentrum

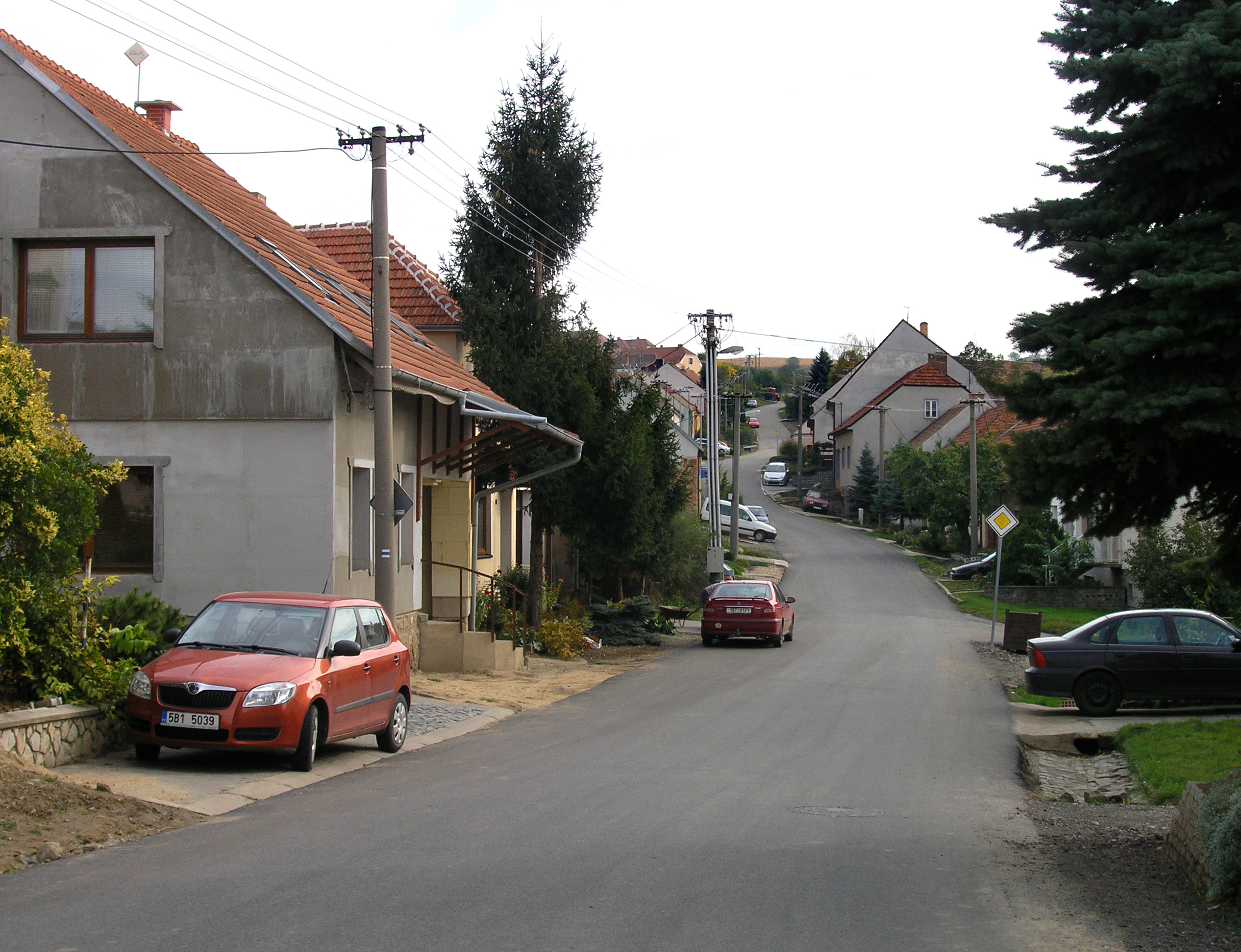
Straße im Oberdorf am östlichen Ortsende

Kobylí (deutsch Kobels, früher Kobilly bzw. Kobily) ist eine Gemeinde in Tschechien. Sie liegt sieben Kilometer nordöstlich von Velké Pavlovice und gehört zum Okres Břeclav.

## Geographie
Kobylí befindet sich im Südwesten der Kyjovská pahorkatina. Das von Weinbergen umgebene Dorf liegt linksseitig des breiten Tals der Trkmanka. Nördlich erhebt sich der Hotařský kopec (239 m), im Nordosten die Kobylská skála (264 m), östlich der Kobylí vrch (334 m), im Süden die Roviny (284 m), westlich die Kraví hora und Horní ochozy (328 m) sowie im Nordwesten der Kuntinov (328 m) und die Ochozy (319 m). Am westlichen Ortsrand verläuft entlang der Trkmanka die Bahnstrecke Zaječí–Hodonín, dort liegt auch die Bahnstation Kobylí na Moravě.
Nachbarorte sind Morkůvky, Ostrůvek und Brumovice im Norden, Terezín und Čejč im Nordosten, Čejkovice im Südosten, Vrbice im Süden, Bořetice im Südwesten, Němčičky und Horní Bojanovice im Westen sowie Boleradice im Nordwesten.

## Geschichte

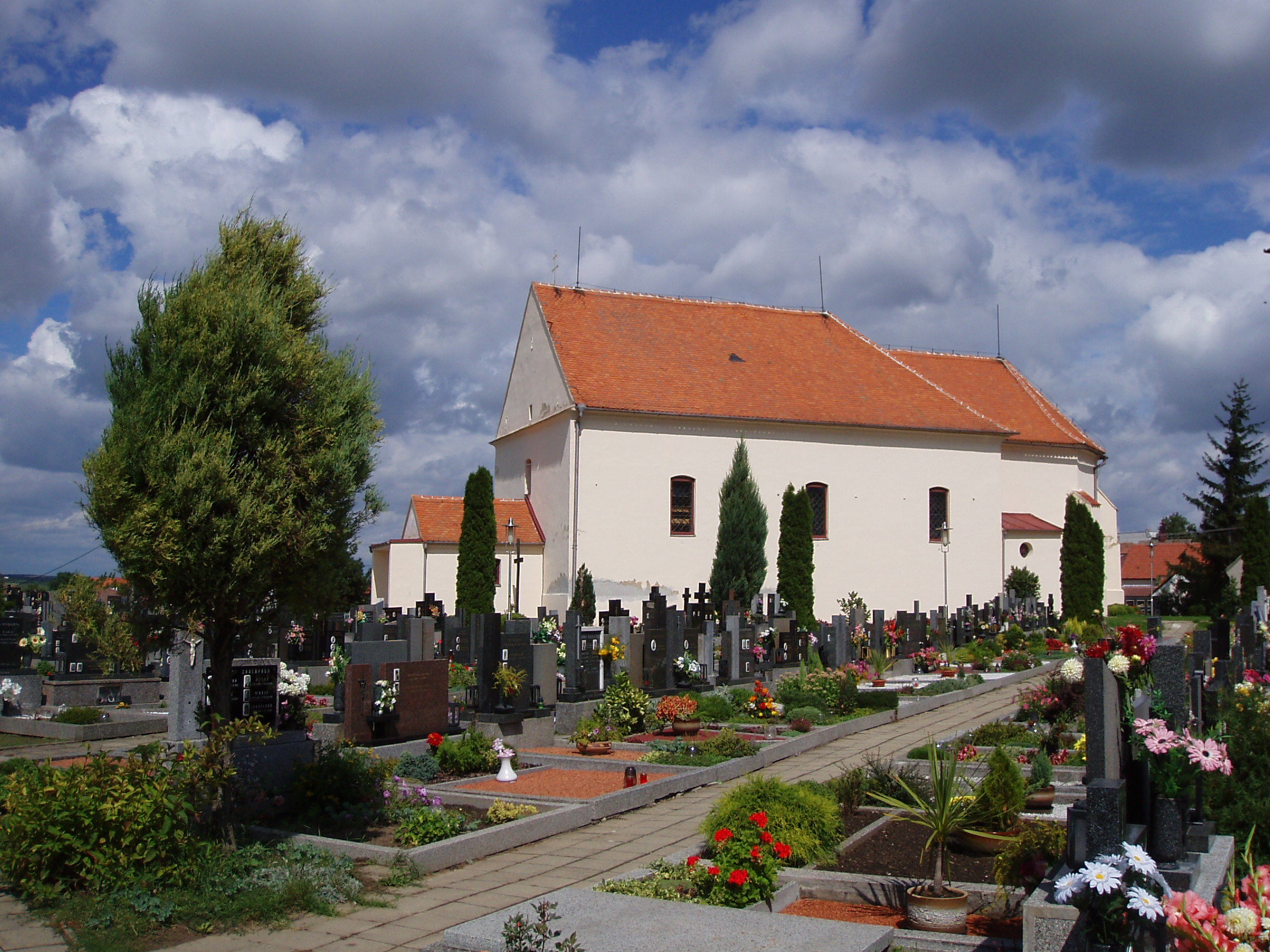
Kirche St. Georg

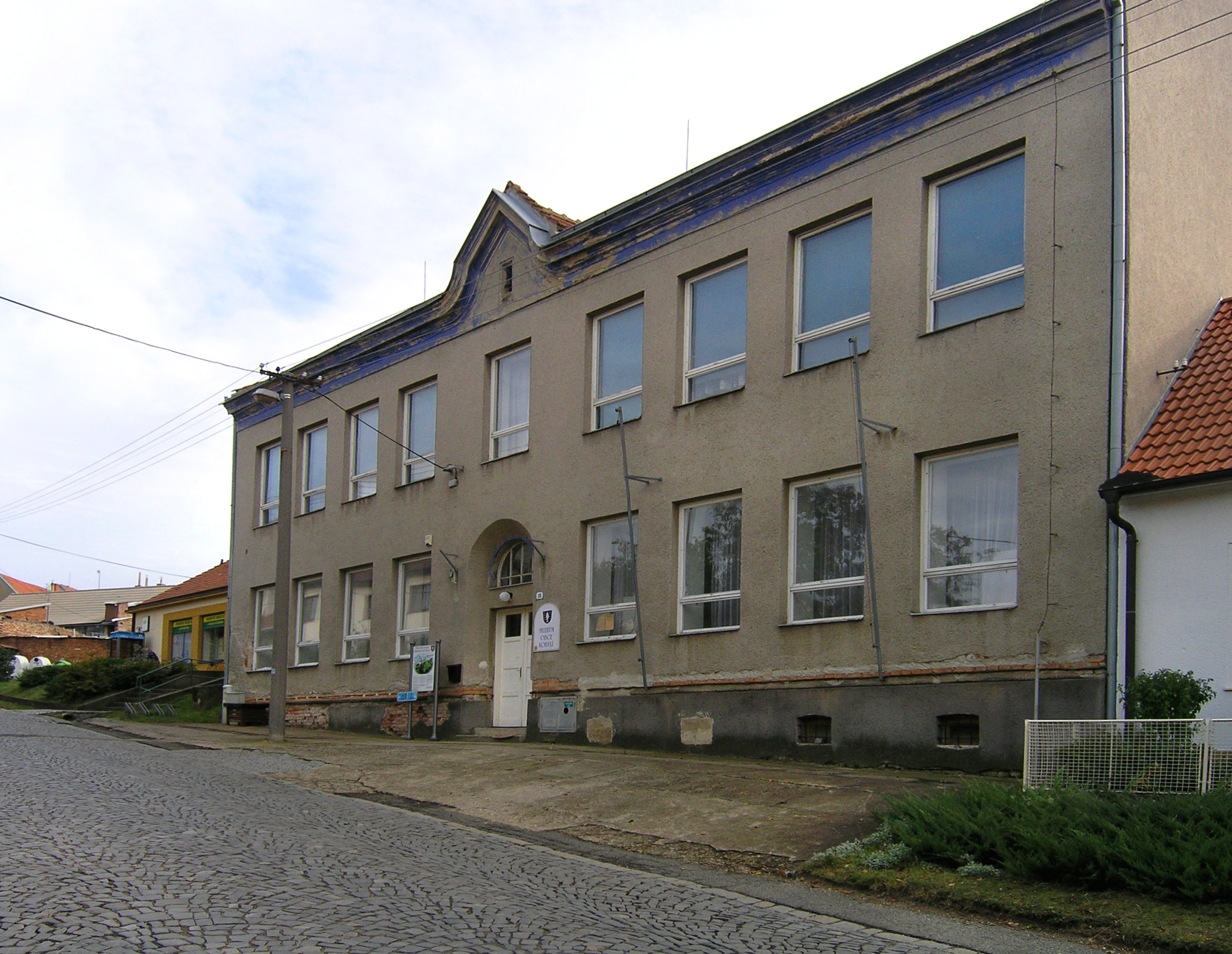
Heimatmuseum

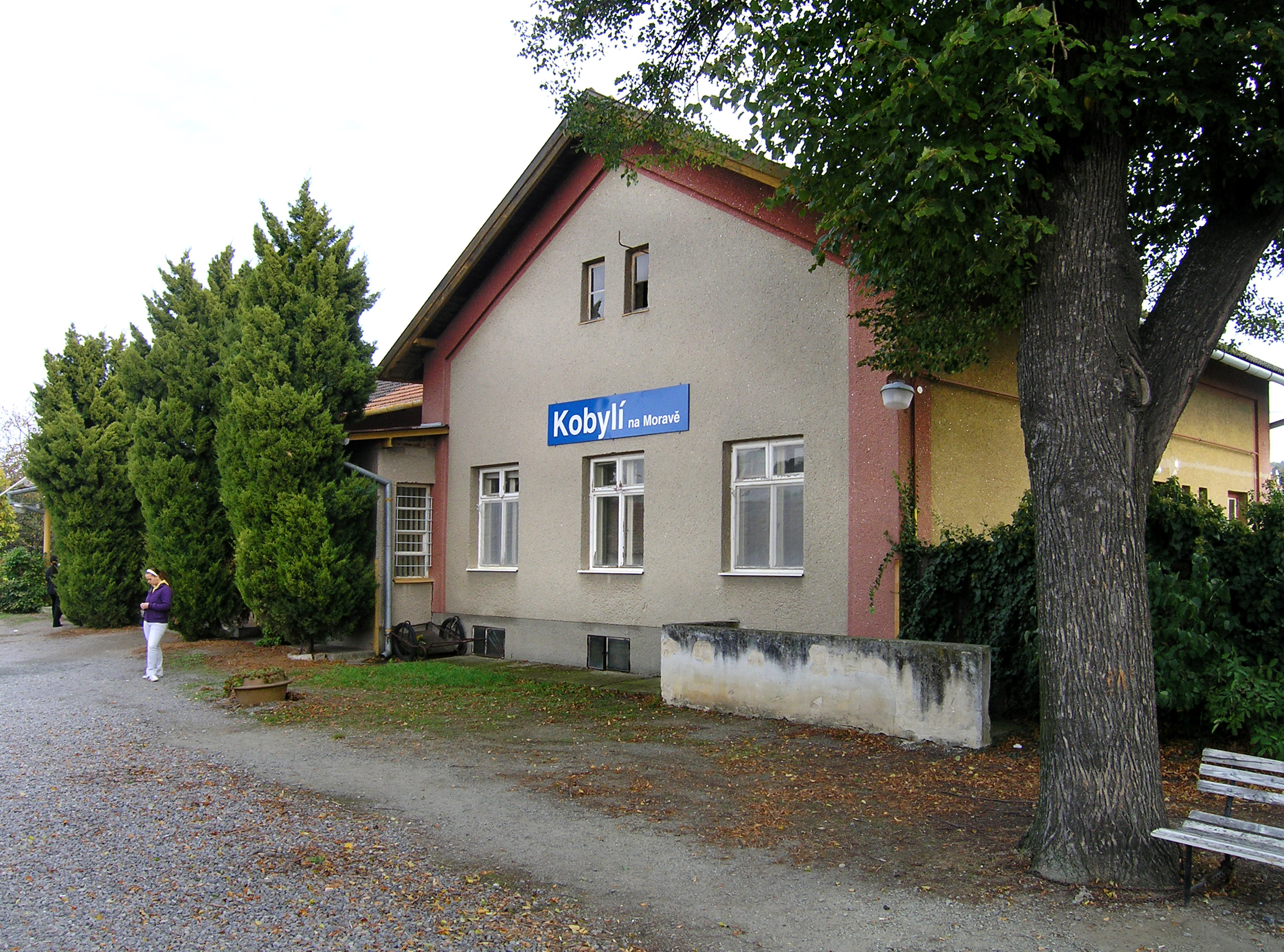
Bahnstation Kobylí na Moravě

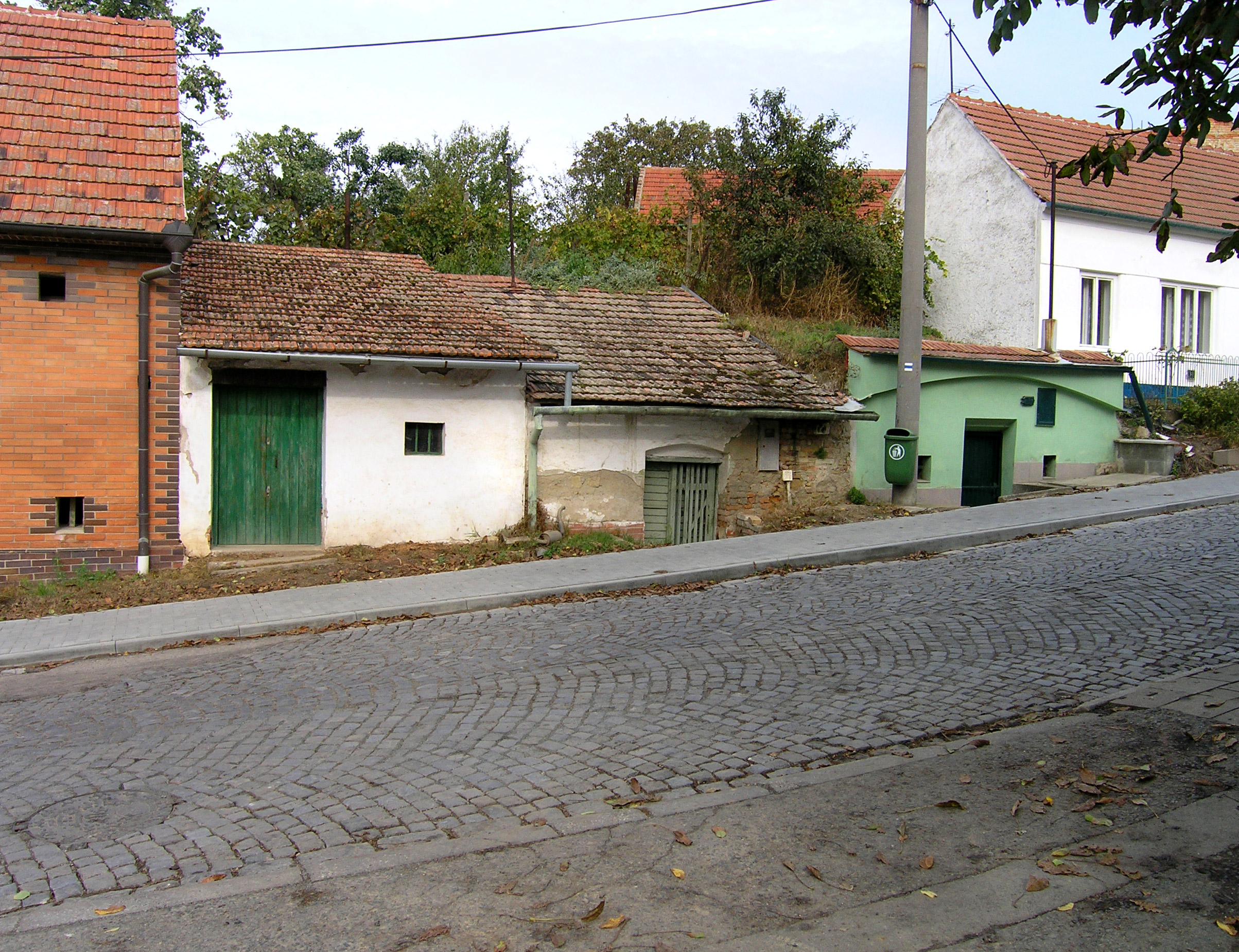
Historische Weinkeller

Archäologische Funde belegen eine Besiedlung der Gegend seit der Steinzeit, u. a. wurden ein Stoßzahn und Knochen von Mammuten, frühzeitliche Werkzeuge aus Stein und Knochen sowie Gräber und Keramik aufgefunden.
Die erste schriftliche Erwähnung des Dorfes Cobile erfolgte 1252 in einer durch Markgraf Ottokar Přemysl bestätigten Schenkungsurkunde Bočeks von Jaroslavice und Zbraslav an das Kloster Žďár. Die erste Erwähnung der Weinberge stammt aus dem Jahre 1255. Zwischen 1259 und 1269 sind die Brüder Matouš und Pávek de Cobals als Besitzer eines Anteils von Cobals nachweisbar.
Im Jahre 1261 wurde erstmals eine Kirche erwähnt. Das Patronat über die Kirche und Pfarre in Cobelche übte seit 1269 das Kloster Žďár aus. 1277 wurde die Pfarre dem Kloster inkorporiert. Das Kloster besaß in Kobylí einen Weinberg sowie weitere zwei Huben Land und unterhielt zudem eine besondere Grangie. König Johann von Luxemburg schenkte 1312 die Dörfer Kobylí und Pavlovice seinem Marschall Heinrich von Leipa. Im Jahre 1326 übernahm das Kloster Žďár das Patronat über die Kirche in Kobylí. 1335 verlegten die Zisterzienser ihre Weingrangie von Kobylí nach Trutmanice. 1344 bestätigte Perchtold von Leipa den Besitz des Klosters in Kobylí. Während der Hussitenkriege übernahmen die Herren von Leipa das Kirchpatronat und setzten utraquistische Pfarrer ein. Zwischen 1436 und 1447 prozessierte das Kloster gegen die Herren von Leipa und Brünner Bürger wegen der Anmaßung des Klosterzehnts. 1464 wurde erstmals der Kobyler See schriftlich erwähnt. Im Jahre 1481 verklagte der Abt Linhart Pertold von Leipa am Landesgericht wegen Vorenthaltung seines Zehnts aus der Fischwirtschaft. Im Jahr darauf beglich Pertold seine Schuld. 1483 klagte das Kloster gegen den Brünner Bürger Michael Kynygfeld und seinen Schwiegersohn Stephan wegen des Weinzehnts. 1490 wurde der Rechtsstreit zwischen Boček Kuna von Kunstadt und Wilhelm II. von Pernstein wegen der Überflutung von Ländereien zwischen dem Kobylské jezero und dem Teich Krumvířský rybník beigelegt. Im Jahr darauf klagte von Pernstein gegen den Lehnsmann der Leipaer, Kuncz von Norb auf Plumlůvky, wegen des Zehnts von den Weinbergen und der Fischerei im Teich Plumlůvkský rybník. 1492 erwarb Wilhelm II. von Pernstein Plumlůvky. Das Kloster übereignete der wüsten Hof und die dazugehörigen zwei Huben 1494 an Martin und Georg Kompert. 1496 überließ Wilhelm II. von Pernstein seine Zehntansprüche aus Kobylí mit Bewilligung des Saarer Abtes seinem Mündel Heinrich von Leipa, der vier Jahre später mit Erreichung der Mündigkeit Wilhelms Tochter Bohunka heiratete, die ihm eine Mitgift von 10.000 Gulden einbrachte. Im Jahre 1505 erwarb Herman von Zástřizl Plumlůvky. Das Dorf Plumlůvky erlosch später. 1512 trat Wilhelm von Pernstein die Burg Hodonín an seinen Schwiegersohn ab, der dadurch zu einem der mächtigsten Herren in Mähren wurde und dessen Besitzungen sich von der March bei Hodonín bis an die Thaya bei Trkmanice erstreckten. 1537 tauschte das Kloster Saar das Kirchpatronat bei Johann von Leipa gegen ein Haus in Brünn ein. Dieser setzte in Kobylí einen evangelischen Pfarrer ein. Seit 1538 ist am Mlýnský potok einer Wassermühle nachweisbar. Um 1545 siedelten sich in Kobylí täuferische Hutterer und um 1550 Böhmische Brüder an. Vor 1550 hatte Bischof Johannes Dubravius den Freihof Plumlůvky Matěj Macák geschenkt, nach dessen Tode verkaufte der Bischof 1550 den Hof mit allem Zubehör an Pertold von Leipa. Am 27. September 1551 verkaufte der Saarer Abt Wenzel den wüsten Klosterhof in Kobylí an Bedřich Syřinský von Syřin. Im Urbar von 1571 sind für Kobylí 111 Anwesen ausgewiesen. Im Jahre 1576 war Jan Kroupa von Daňkovice Besitzer des unteren Freihofes, der Hof Plumlůvky mit dem gleichnamigen wüsten Dorf gehörte 1578 Bernard Dubanský von Bařice. Zwischen 1588 und 1622 unterhielten die Täufer in Kobylí eine eigene Schule. Im Jahre 1590 hatte das Dorf etwa 100 Einwohner. Im Jahre 1591 ist Hynek Slach von Hřivice als Besitzer des Schönhofes nachweisbar. Im selben Jahre bekräftigte Ulrich Veit von Rzavy das Privileg für die Böhmischen Brüder. 1593 setzte Johann von Leipa Jiřík Čechočovský als Administrator der Herrschaft Göding und der zugehörigen Güter ein. Die Herren von Leipa hielten den Besitz bis 1594, als Johann von Leipa den Besitz für 310000 Gulden an Weikhart von Salm-Neuburg verkaufte. Dieser bestätigte im Jahre 1600 den Vertrag mit dem Administrator Jiřík Čechočovský. In den Jahren 1605 und 1606 fielen ungarische Aufständische in Kobylí und Pavlovice ein und brannten u. a. der Gemeinschaftshaus der Täufer nieder. 1608 überschrieb Weikhart von Salm-Neuburg die Herrschaft Göding mit allem Zubehör seiner Frau Katharina Palffy von Erdöd. Im Jahre 1614 kaufte Zdeněk Žampach von Potštejn die Herrschaft Göding von seiner Schwägerin Katharina für 350000 Gulden. 1616 verleibte sich Kardinal Franz Seraph von Dietrichstein mit kaiserlicher Bewilligung sämtliche Rechte des Klosters Žďár ein. Dazu gehörte auch ein Hof in Kobylí sowie der Wein- und Kornzehnt von Kobylí, Pavlovice, Zaječí, Pouzdřany und weiteren Dörfern. Kobylí bestand im Jahre 1620 aus 109 Wohngebäuden. 1622 wurden die Täufer unter Zwang des Landes verwiesen, sie übersiedelten nach Ungarn. Im selben Jahre wurde der Besitzer des Freihofes, Mikuláš Čechočovský, als einer von 247 Angeklagten der Anstiftung zur Rebellion beschuldigt. Seinen Hof kauften 1628 die Olmützer Jesuiten, die bereits die konfiszierte Herrschaft Čejkovice erworben hatten. Zdeněk Žampach von Potštejn wurde 1623 in den Grafenstand und die Herrschaft Göding 1628 zur Grafschaft erhoben. Am 28. Oktober 1623 wurde Kobylí von den Truppen Gábor Bethlens überfallen und das halbe Dorf einschließlich der Kirche in Brand gesteckt. Etwa 400 der Einwohner wurden verschleppt oder ermordet. Bis 1624 blieb die Pfarre evangelisch. Im Jahre ist 1628 ist in Kobylí der letzte Täufer (Hutterer) nachweisbar. Kardinal Dietrichstein bewilligte 1630 den Jesuiten die Abhaltung der Gottesdienste in Kobylí. 1630 fielen erneut ungarischen Truppen ein und verwüsteten das Dorf; dabei setzten sie auch die Kirche und das Pfarrhaus in Brand. Zur Pfarre gehörten zu dieser Zeit die Dörfer Brumovice, Čejč, Vrbice sowie zeitweilig Bořetice. Die Kirche wurde 1638 neu gedeckt. Nach dem Tode des Kardinals verkaufte dessen Erbe und Bruder Maximilian von Dietrichstein die ehemals dem Kloster Žďár gehörigen Güter am 29. September 1638 wieder an die Zisterzienser.
1639 erbte die Witwe von Zdeněk Žampach von Potštejn, Anna Helena Jakardovský von Sudice die Grafschaft. Sie verpfändete infolge eines Rechtsstreites Kobylí zusammen mit Čejč, Brumovice, Krumvíř, Morkůvky und Plumlůvky für 28000 Gulden an ihren Vater Jan Jakardovský von Sudice. Das älteste Ortssiegel von Horní Kobylí nad Jezerem stammt aus dem Jahre 1642. Es zeigt im Wappen einen von drei Pfeilen durchbohrten Fisch. 1642 wurde Zdeněks Neffe Jindřich Burian Žampach von Potštejn Besitzer der Grafschaft Göding.
Beim Einfall der schwedischen Truppen unter Lennart Torstensson wurde das Dorf 1643 erneut verwüstet und die Kirche niedergebrannt. Mit Jindřich Burian Žampach, der 1644 bei der schwedischen Belagerung von Olmütz fiel, erlosch der mährische Zweig der Potštejner und nach einem Streit um dessen Erbe, fiel es Jan Burian Žampach von Potštejn, einem entfernten Verwandten zu. 1645 fielen Torstenssons Truppen wiederum in Kobylí ein. 1647 verstarb Jan Burian und seine Witwe Anna Helena Jakardovský erbte den Besitz. Sie überließ im Jahr darauf Kobylí und Plumlůvky erneut ihrem Vater Jan Jakardovský von Sudice. Nachdem 1651 nur etwa ein Fünftel der Einwohner katholisch waren, wurde die Rekatholisierung fortgeführt. 1655 bekannten sich in Kobylí 73 Einwohner zur katholischen Konfession und 63 als Protestanten. Im Hufenregister von 1656 sind für Kobylí 93 der 109 Anwesen als unbewirtschaftet aufgeführt. Jan Jakardovský setzte 1660 seine Frau Anna Maria Soběkurský von Soběkury und seine Tochter Anna Helena, welche seit 1649 mit Friedrich von Oppersdorff, Freiherrn von Dub von Freistein verheiratet war, als Erbinnen ein. Am 22. Mai 1661 setzte Anna Helena Jakardovský ihren Mann Friedrich von Oppersdorff und die Kinder als ihre Erben ein. 1666 überließ das Kloster Žďár seine Zehntrechte in Zaječí, Kobylí und Pavlovice dem Zisterzienserinnenkloster Maria Saal in Altbrünn. Von Oppersdorff kaufte 1671 den Anteil seiner Schwiegermutter Anna Maria Jakardovský an Kobilý und Čejč für 22000 Gulden auf und erwarb 1676 noch Pavlovice hinzu. Im Jahre 1673 waren 29 der 109 Anwesen von Kobylí bewirtschaftet. 1679 wurde ein neues Pfarrhaus errichtet. Friedrich von Oppersdorff kaufte am 5. April 1691 dem Kloster Maria Saal gegen 3000 Gulden den Wein- und Kornzehnt von Zaječí, Kobylí und Pavlovice ab und wurde damit alleiniger Besitzer. Er verkaufte die Herrschaft Göding mit allem Zubehör am 29. September 1692 für 720000 Gulden an Johann Adam Andreas von Liechtenstein. Dabei wurden ein Schloss, ein Kelterhaus und drei Teiche in Kobilý aufgeführt. Im Jahre 1706 begann die Führung der Matriken in Kobilý. 1712 erbten Johann Adams Töchter Maria Elisabeth und Maria Antonia die Herrschaft. Letztere erwarb am 20. Dezember 1712 für 400.000 Gulden den Anteil ihrer Schwester. Am 29. Dezember 1749 setzte Maria Antonia die Kinder aus ihrer ersten Ehe mit Márk Czobor de Czoborszentmihály, Josef Graf Czobor und Maria Antonia, verwitwete Fürstin Cordony als Erben der Herrschaft Göding ein. Zu dieser Zeit bestand das Dorf aus 93 Anwesen. 1751 wurde Josef Graf Czobor alleiniger Besitzer der Herrschaft. Am 10. Juli 1762 verkaufte er diese für eine Million und 5500 Rheinische Gulden an Kaiser Franz I. Im Jahre 1763 hatte Kobylí 601 Einwohner. Im Zuge der Raabisation wurde der untere Freihof 1782 parzelliert und 32 Siedlungswirtschaften angelegt. Die neue Siedlung Dvorec erhielt einen eigenen Richter. 1783 kaufte Kaiser Joseph II. das Gut Čejkovice und den Jesuitenhof in Kobylí vom Studienfonds. Er verlegte daraufhin den herrschaftlichen Verwaltungssitz von Kobylí nach Čejkovice. Brumovice wurde 1784 ausgepfarrt und erhielt einen eigenen Pfarrer. 1791 lebten in den 211 Häusern von Kobylí 948 Personen. 1797 bis 1798 ließ Joseph II. ein neues Pfarrhaus errichten. Im Jahre 1804 bestand das Dorf aus 251 Häusern und hatte 1135 Einwohner. Davon waren 1092 Katholiken, 36 Protestanten und sieben Juden. Grundbücher wurden 1808 angelegt. In den Jahren 1830 und 1831 wurde Kobylí durch Choleraausbrüche heimgesucht, bei denen zahlreiche Einwohner verstarben. Zugleich brachten die beiden Dürrejahre den Bewohnern eine große Not. Der See wurde abgelassen und nachfolgend trockengelegt. 1834 lebten in den 257 des Dorfes 1314 Menschen. Im Oberdorf wurde 1835 bei der Kirche ein Schulhaus errichtet. Die k.k. Güteradministration Pavlovice ließ 1836 eine hölzerne Brücke über die Insel im Morast des Sees anlegen, um eine direkte Verbindung zwischen Kobylí und Brumovice herzustellen. 1838 wurde auf der ehemaligen Insel der Ludwigshof (Ostrůvek) errichtet.
Kobylí hatte im Jahre 1846 1341 Einwohner und bestand aus 251 Häusern. Zu dieser Zeit wurde der Ort als Kobily, Kobyly bzw. Kobili bezeichnet. In den Jahren 1846 und 1847 wurde Kobylí zu einem Zentrum der tschechischen Nationalbewegung. Im Kelterhaus von František Bezděk trafen sich Patrioten aus Südmähren. Bis zur Mitte des 19. Jahrhunderts blieb das Dorf immer nach Göding untertänig.
Nach der Aufhebung der Patrimonialherrschaften bildete Kobyly ab 1850 eine Gemeinde in der Bezirkshauptmannschaft Auspitz. Die Einwohnerzahl betrug 1392. Am 30. Juni 1865 brannten 15 Häuser am oberen Ortsende nieder. Im Juni 1866 schleppten preußische Truppen die Cholera ein, sechs von ihnen verstarben in Kobylí. Ein weiteres Großfeuer brach am 14. Oktober 1866 aus und zerstörte alle 14 Chaluppen an der Straße Barácích. Genau ein Jahr später brannten erneut 15 Häuser ab. Am unteren Ortsende und in der Siedlung Dvorec zerstörte ein Feuer am 28. Juni 1868 sechs Häuser. 1869 lebten in den 338 Häusern des Dorfes 1560 Personen. In Dvorec und Barácích brannten am 1. Juli 1875 54 Häuser nieder. Zwischen 1875 und 1877 entstand die Straße von Pavlovice über Bořetice und Kobylí nach Terezín. Zum Jahresende 1880 wurden in Kobylí 1915 Einwohner gezählt, davon gehörten mit Ausnahme von neun Deutschen alle der tschechischen Volksgruppe an. Konfessionell waren es 1866 Katholiken, 32 Juden und 17 Protestanten. 1890 lebten in den 376 Häusern 1697 Personen, darunter waren 35 Juden und 23 Deutsche. 1896 begann die Lokalbahn Saitz–Czeicz–Göding mit dem Bau der Strecke von Zaječí über Kobylí und Čejč nach Hodonín. Am 16. Mai 1897 wurde der Verkehr aufgenommen. 1899 hatte das Dorf 1689 Einwohner und im Jahre 1900 waren es 1801. Zwischen 1900 und 1903 wanderten 83 Einwohner nach Amerika, überwiegend nach Texas aus. 1908 gründete sich eine Feuerwehr. 1910 war die Einwohnerzahl auf 1855 angewachsen. Im selben Jahre begann der Bau der Straße nach Vrbice. Nach der Gründung der Tschechoslowakei wurden 1918 die kaiserlichen Güter verstaatlicht. In den Jahren 1921, 1930 und 1938 hatte die Gemeinde jeweils 2208 Einwohner. 1938 wurde der Bezirk Auspitz / Hustopeče infolge des Münchner Abkommens aufgelöst. Kobylí verblieb bei der Tschechoslowakei und wurde dem Okres Židlochovice zugeordnet. Die beiden jüdischen Familien Weigl mit elf Personen wurden Ende März 1942 ins Ghetto Theresienstadt deportiert. Ähnliches geschah im Jahr darauf mit der in Mischehe lebenden Familie Bernátek und ihren sechs Kindern. Zwischen 1942 und 1945 gehörte Kobels zum Politischen Bezirk Göding und kam nach Kriegsende zum wiedererrichteten Okres Hustopeče zurück. In den Jahren 1945 und 1946 übersiedelten 75 Familien in die Grenzgebiete, die meisten davon nach Zaječí und Dolní Dunajovice, weitere nach Dolní Věstonice und Pavlov. 1946 hatte Kobylí 2282 Einwohner, 1948 waren es 2200 und im Jahre 1950 2174. Nach der Aufhebung des Okres Hustopeče wurde die Gemeinde 1960 dem Okres Břeclav zugeordnet. 1961 lebten in den 618 Häusern des Dorfes 2388 Menschen. 1964 wurden der Bach Kobylský potok und die Svodnice reguliert. 1970 entstand ein 60 ha großer Aprikosengarten. 1972 hatte Kobylí 2300 Einwohner. 1979 war die Zahl der Einwohner auf 2326 gestiegen. Im Jahre 1991 wurden in Kobylí 647 Häuser und 2103 Einwohner gezählt. Kobylí wurde 2006 Sieger des Wettbewerbs Dorf des Jahres im Jihomoravský kraj.

## Ortsgliederung
Für die Gemeinde Kobylí sind keine Ortsteile ausgewiesen. Zu Kobylí gehört die Ortslage Ostrůvek (Ludwigshof).

## Sehenswürdigkeiten

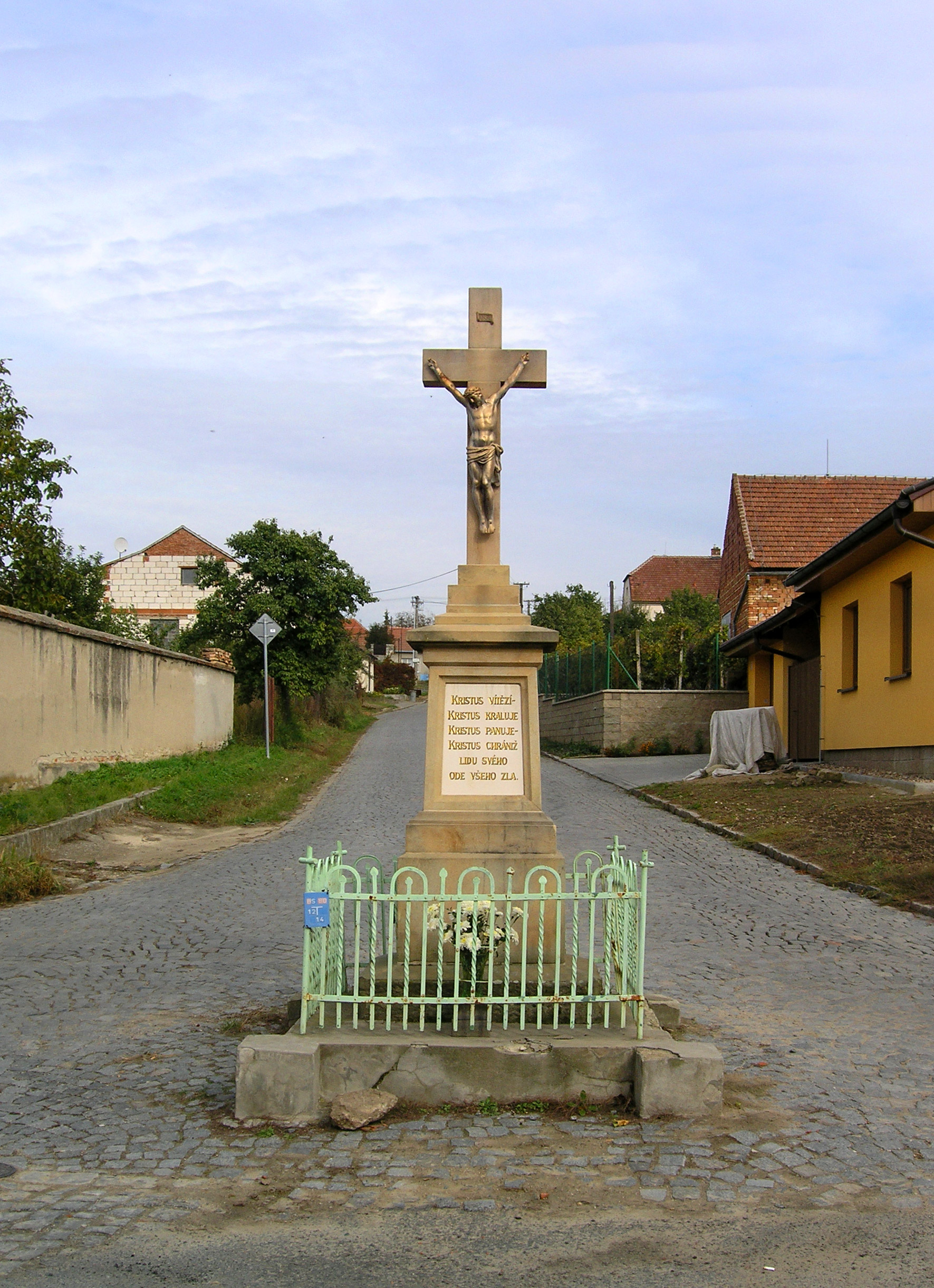
Kruzifix im östlichen Teil des Dorfes

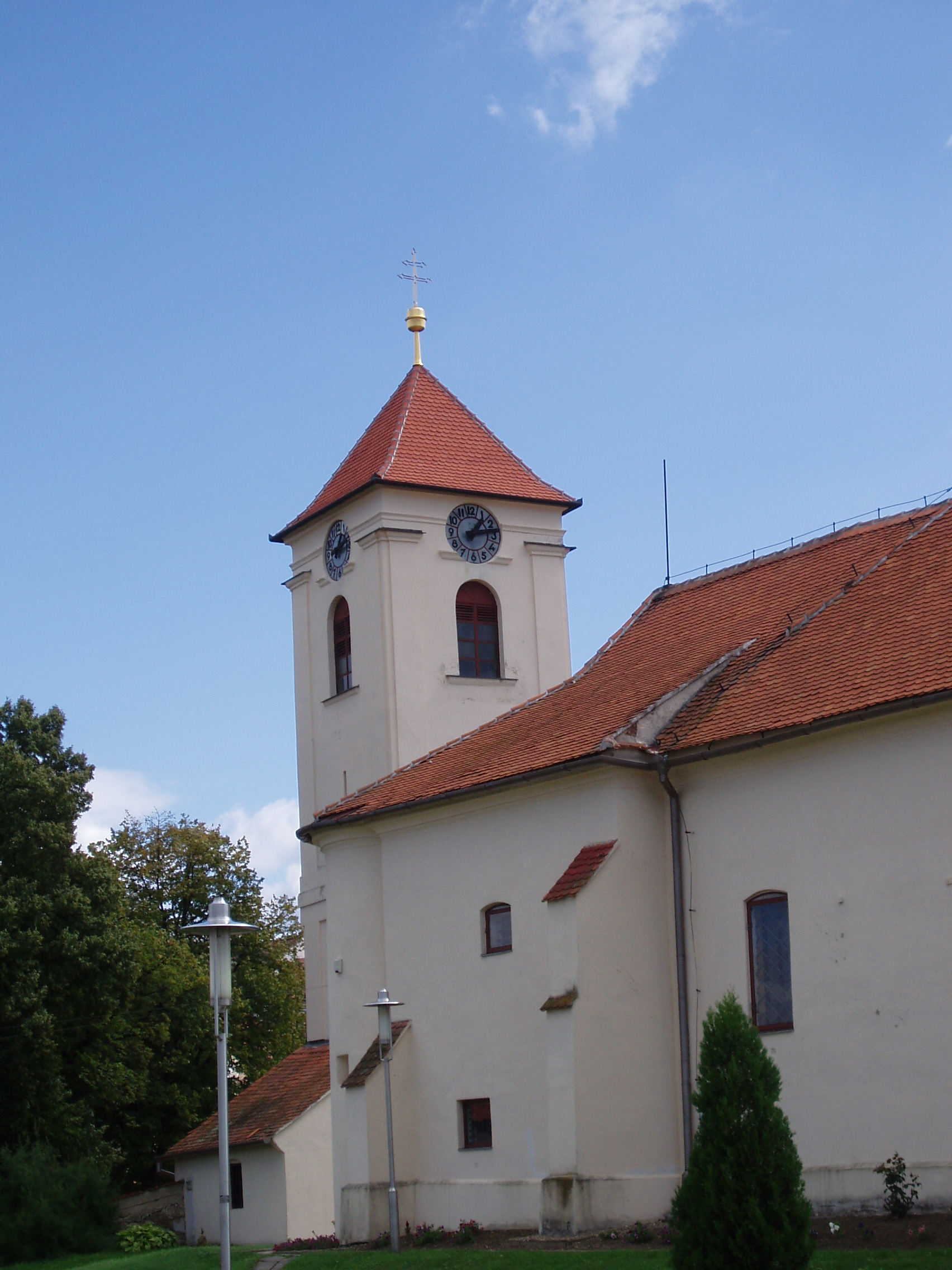
Teilansicht der Kirche St. Georg mit Glockenturm

- Kirche St. Georg, von der ursprünglichen, seit 1269 nachweisbaren Kirche ist nur das gotische Presbyterium vom Ende des 15. Jahrhunderts erhalten. Nachdem die Kirche 1643 von den Schweden niedergebrannt worden war, ließ Anna Maria Jakardovský von Sudice sie 1670 wieder aufbauen. Die Glocken St. Stanislaus und St. Gregor wurden 1690 bzw. 1714 gegossen. Zwischen 2000 und 2001 wurde das Bauwerk saniert.
- Heimatmuseum, es wurde 1997 vom Klub der Geschichtsfreunde Kobylí eröffnet und befindet sich seit 2001 in der Trägerschaft der Gemeinde.
- Kapelle der Mutter Gottes vom Berg Karmel, errichtet 1702
- barocke Kapelle des hl. Nikolaus, am unteren Ortsende, erbaut um 1750
- historische Kelterhäuser und Weinkeller
- Kraví hora mit 14 m hohem hölzernen Aussichtsturm

## Söhne und Töchter der Gemeinde
- Augusta Šebestová (1852–1933), Volkskundlerin und Autorin